# Eleccions legislatives italianes de 1992
Les eleccions legislatives italianes de 1992 se celebraren el 5 d'abril. Es caracteritzaren per la crisi de valors del comunisme, que va dur a presentar dues llistes separades (PDS i Rifondazione Comunista), i l'aparició de la Lliga Nord i La Rete, així com nombroses llistes regionals noves fins aleshores.

## Cambra dels Diputats
| ← Eleccions legislatives italianes, 1992 →       |            |        |        |
| Partits                                          | vots       | %      | escons |
| Democràcia Cristiana Italiana (DC)               | 11.640.265 | 29,66  | 206    |
| Partit Democràtic d'Esquerra (PDS)               | 6.321.084  | 16,11  | 107    |
| Partit Socialista Italià (PSI)                   | 5.343.930  | 13,62  | 92     |
| Lliga Nord (LN)                                  | 3.396.012  | 8,65   | 55     |
| Rifondazione Comunista (PRC)                     | 2.204.641  | 5,62   | 35     |
| Moviment Social Italià - Dreta Nacional (MSI-DN) | 2.107.037  | 5,37   | 34     |
| Partit Republicà Italià (PRI)                    | 1.722.465  | 4,39   | 27     |
| Partit Liberal Italià (PLI)                      | 1.121.264  | 2,86   | 17     |
| Federació dels Verds                             | 1.093.995  | 2,79   | 16     |
| Partit Socialista Democràtic Italià (PSDI)       | 1.064.647  | 2,71   | 16     |
| La Rete                                          | 730.171    | 1,86   | 12     |
| Llista Pannella                                  | 485.694    | 1,24   | 7      |
| Sì Referendum                                    | 320.061    | 0,82   | 0      |
| Südtiroler Volkspartei (SVP)                     | 198.447    | 0,51   | 3      |
| Federalismo - Pensionati Uomini Vivi             | 154.621    | 0,39   | 1      |
| Lliga Autonomia Vèneta                           | 152.301    | 0,39   | 1      |
| Vallée d'Aoste                                   | 41.404     | 0,11   | 1      |
| altres                                           | 949.236    | 2,92   | 0      |
| Total                                            | 39.247.275 | 100,00 | 630    |

## Senat d'Itàlia
| Partits                                          | vots       | vots (%) | escons |
| ------------------------------------------------ | ---------- | -------- | ------ |
| Democràcia Cristiana Italiana (DC)               | 9.074.096  | 27,30    | 107    |
| Partit Democràtic d'Esquerra (PDS)               | 5.663.976  | 17,04    | 64     |
| Partit Socialista Italià (PSI)                   | 4.513.354  | 13,58    | 49     |
| Lliga Nord (LN)                                  | 2.721.857  | 8,19     | 25     |
| Rifondazione Comunista (PRC)                     | 2.164.173  | 6,51     | 20     |
| Moviment Social Italià - Dreta Nacional (MSI-DN) | 2.170.134  | 6,53     | 16     |
| Partit Republicà Italià (PRI)                    | 1.562.139  | 4,70     | 10     |
| Federació dels Verds                             | 1.022.558  | 3,08     | 4      |
| Partit Liberal Italià (PLI)                      | 937.709    | 2,82     | 4      |
| Partit Socialista Democràtic Italià (PSDI)       | 852.767    | 2,57     | 3      |
| Sì Referendum                                    | 332.318    | 1,00     | 0      |
| La Rete                                          | 239.874    | 0,72     | 3      |
| Federalismo - Pensionati Uomini Vivi             | 174.369    | 0,52     | 1      |
| Südtiroler Volkspartei (SVP)                     | 168.153    | 0,51     | 3      |
| Llista per la Calabria                           | 144.255    | 0,43     | 2      |
| Lliga Autonomia Vèneta                           | 137.994    | 0,42     | 1      |
| Lliga Alpina Llombarda                           | 119.124    | 0,36     | 1      |
| Llista pel Molise                                | 48.597     | 0,15     | 1      |
| Vallée d'Aoste                                   | 34.150     | 0,10     | 1      |
| altres                                           | 1.160.378  | 3,49     | 0      |
| Total                                            | 33.241.975 | 100,00   | 315    |